# Darius Keeler
Pour les articles homonymes, voir Keeler.
Dara Francis Keeler, plus connu par son nom de scène Darius Keeler, est un musicien anglais, né le 29 avril 1971. Il est le leader du groupe de musique Archive et l'un des deux membres permanents avec Danny Griffiths.

## Biographie
Darius Keeler forme le collectif Archive en 1994 avec Danny Griffiths, un ami rencontré quatre ans auparavant. Les deux musiciens avaient pendant ce laps de temps déjà enregistré quelques chansons sur leur propre label, Swam, mais qui ne connurent pas un grand succès.
Avec la formation d'Archive, les choses sont différentes. Londinium, le premier album du groupe, remporte un certain succès. Archive compte alors en plus des deux fondateurs la chanteuse Roya Arab et le rappeur Rosko John. Darius Keeler assure à cette époque le rôle de batteur. Un peu plus tard, des tensions dans le groupe, possiblement dues à une histoire sentimentale entre Darius et Roya, provoqueront le départ de cette dernière ainsi que de Rosko John.
Darius Keeler et Danny Griffiths poursuivent l'aventure Archive, en s'entourant d'autres personnalités, dans une recherche de renouvellement ininterrompu, à la fois musical et humain.
Progressivement, Darius abandonne la guitare basse pour se consacrer aux arrangements électroniques et aux claviers. Il va alors devenir le « pilier » créatif du collectif. Il est crédité pour la majorité des compositions et c'est également lui qui se charge de la plupart des thèmes principaux.
Il est à l'heure actuelle toujours membre d'Archive avec Danny Griffiths et plusieurs autres musiciens, dont Pollard Berrier, Dave Pen. Maria Quintile et Holly Martin semblent absentes de la formation depuis au moins 2020. Le chant féminin est désormais assuré par Lisa Mottram.

### Santé
Le 23 août 2022, Darius Keeler annonce sur les réseaux sociaux être atteint d’un cancer du côlon diagnostiqué fin juillet, que l’opération s’est bien passée mais que la convalescence sera longue,, par conséquent, la tournée Call to Arms & Angel d’Archive initialement prévue pour l’automne 2022 est repoussée d’un an.

## Participations
Il a composé en 2010 les titres Light Me Up, Leila et Diabolique mon ange pour l'album Bleu noir de Mylène Farmer. Il collaborera de nouveau avec la chanteuse en 2022 pour l'album L'Emprise avec les titres Do You Know Who I am et Ne plus renaître.